# N.T. Rama Rao
Nandamuri Taraka Rama Rao (Nimmakuru, 28 mei 1923 – Haiderabad, 18 januari 1996), beter bekend als NTR, was een Indiaas acteur, filmmaker en voormalig chief minister van Andhra Pradesh die met name in de Telugu filmindustrie actief was. Hij werd in 1968 door de Indiase regering onderscheiden met de Padma Shri voor zijn bijdrage aan de Indiase filmindustrie.

## Biografie
Rao maakte zijn acteerdebuut in 1949 met Mana Desam. Zijn populariteit steeg in de loop van de jaren 1950 en 1960 door rollen te spelen uit de hindoeïstische mythologie. Zoals Vishnu in Sri Venkateswara Mahatyam (1960), Shiva in Dakshayagnam (1962). Hij speelde 17 keer Krishna in onder andere Maya Bazaar (1957), Sri Krishnarjuna Yudham (1962), Tamil film Karnan (1964) en Daana Veera Soora Karna (1977); maar ook andere karakters uit de Mahabharata zoals Arjoena, Bhisma, Karna en Duryodhana. Hij speelde ook karakters uit de Ramayana zoals Rama in Lava Kusha (1963) en Shri Ramanjaneya Yuddham (1974), Ravana in Bhookailas (1958) en Seetharama Kalyanam (1961).
Later in zijn carrière speelde hij rollen als een arme maar heldhaftige man zoals in Devudu Chesina Manushulu (1973), Adavi Ramudu (1977), Driver Ramudu (1979), Vetagadu (1979), Sardar Papa Rayudu (1980), Kondaveeti Simham (1981), Justice Chowdary (1982) en Bobbili Puli (1982). Ook speelde hij in fantasie films waarvan de bekendste Yamagola (1977) is.
Vanaf 1982 richtte Rao zich naast acteren ook op een carrière in de politiek en het maken van films. Hij schreef verschillende scenario's voor zijn eigen films en voor andere producenten. Hij produceerde ook veel van zijn films en films van andere acteurs via zijn filmproductiehuis National Art Theatre Private Limited in Chennai en later Ramakrishna Studios in Haiderabad.
Rao overleed op 18 januari 1996 aan een hartstilstand. Zijn laatste film was Srinatha Kavi Sarvabhowmudu, een biopic over de Telugu-dichter Srinatha, die in 1993 werd uitgebracht. Hij liet 12 kinderen na onder wie acteurs Nandamuri Harikrishna en Nandamuri Balakrishna. Hij is de grootvader van acteurs N.T. Rama Rao Jr. en Nandamuri Kalyan Ram.